# 中国2010年上海世界博览会阿尔及利亚馆
中国2010年上海世界博览会阿尔及利亚馆是2010年上海世博会上代表阿尔及利亚的展馆，位于世博园区C片区。阿尔及利亚馆的主题为“父辈的屋子”。
阿尔及利亚馆的主题为16世纪的古建筑遗产－－卡什巴（Casbah）旧城区，展馆中仿建了该城区的建筑及环境，以体现阿尔及利亚的古城风貌。除此之外，展馆中还包括了阿尔及利亚新城的建设，通过地板上与墙上相互呼应的LED屏幕加以表现。
另外，展馆中还有来自非洲撒哈拉沙漠地区的图瓦雷克族的舞蹈表演。